# Campionati del mondo di ciclocross 2018
I Campionati del mondo di ciclocross 2018 (en.: 2018 UCI Cyclo-cross World Championships) si svolsero a Valkenburg, nei Paesi Bassi, dal 3 al 4 febbraio. Furono 5 le gare in programma, di cui tre maschili (categorie Elite, Under-23 e Juniores) e due femminili (categorie Elite e Under-23).

## Eventi
Sabato 3 febbraio:
- Uomini Junior
- Donne Under-23
- Donne Elite

Domenica 4 febbraio:
- Uomini Under-23
- Uomini Elite

## Medagliere
| Pos.   | Nazione       | Oro | Argento | Bronzo | Totale |
| ------ | ------------- | --- | ------- | ------ | ------ |
| 1      | Belgio        | 3   | 1       | 0      | 4      |
| 2      | Gran Bretagna | 2   | 0       | 0      | 2      |
| 3      | Paesi Bassi   | 0   | 2       | 3      | 5      |
| 4      | Rep. Ceca     | 0   | 1       | 0      | 1      |
| 4      | Stati Uniti   | 0   | 1       | 0      | 1      |
| 6      | Austria       | 0   | 0       | 1      | 1      |
| 6      | Francia       | 0   | 0       | 1      | 1      |
| Totale | Totale        | 5   | 5       | 5      | 15     |

## Podi
| Eventi            | Oro                         | Tempo                     | Argento                                | Tempo   | Bronzo                           | Tempo    |
| Gare maschili     |                             |                           |                                        |         |                                  |          |
| Elite dettagli    | Wout Van Aert Belgio        | 1h09'00" Media 17,74 km/h | Michael Vanthourenhout Belgio          | a 2'13" | Mathieu van der Poel Paesi Bassi | a 2'30"  |
| Under-23 dettagli | Eli Iserbyt Belgio          | 50'54" Media 17,21 km/h   | Joris Nieuwenhuis Paesi Bassi          | a 28"   | Yan Gras Francia                 | a 35"    |
| Junior dettagli   | Ben Tulett Gran Bretagna    | 41'19" Media 16,99 km/h   | Tomáš Kopecký Rep. Ceca                | a 22"   | Ryan Kamp Paesi Bassi            | a 30"    |
| Gare femminili    |                             |                           |                                        |         |                                  |          |
| Elite dettagli    | Sanne Cant Belgio           | 49'34" Media 14,16 km/h   | Katie Compton Stati Uniti              | a 12"   | Lucinda Brand Paesi Bassi        | a 26"    |
| Under-23 dettagli | Evie Richards Gran Bretagna | 37'52" Media 13,93 km/h   | Ceylin del Carmen Alvarado Paesi Bassi | a 38"   | Nadja Heigl Austria              | a 1' 04" |